# Ahutoru
Ahutoru scritto anche Ahu-toru, Aoutorou etc. (Tahiti, 1740 circa – Tolagnaro, 6 novembre 1771) è stato un uomo tahitiano, fratello e figlio adottivo di Ereti, il capo del villaggio dove ancorò Louis-Antoine de Bougainville.
Divenne il principale intermediario tra tahitiani e francesi durante la visita e si offrì volontariamente di accompagnare Bougainville nel suo viaggio di ritorno in Francia. Dopo un anno a Parigi, intraprese il viaggio di ritorno a Tahiti, ma morì di vaiolo durante il viaggio.

## Biografia
Ahutoru era nato a Tahiti, Raiatea intorno al 1740. Era figlio di una schiava presa da Oopoa e del re di Raiatea. Aveva circa 30 anni quando Bougainville arrivò a Tahiti.
Dopo che Bougainville arrivò a Tahiti, Ahutoru salì a bordo della Étoile con regali e vi rimase per la notte. Bougainville tentò per la prima volta di chiamare Ahutoru "Louis de Cythère", ma dopo aver stretto amicizia con Bougainville, iniziò a usare il nome "Butaveri", la versione tahitiana del nome di Bougainville.
Ahutoru si fece vestire alla moda francese dal cameriere di Philibert Commerson, che era Jeanne Baret sotto mentite spoglie maschili. Ahutoru la riconobbe subito come una donna e la rivelò come tale agli altri membri dell'equipaggio. Ahutoru corteggiò Baret con insistenza finché Commerson non lo portò a credere che fosse sposata.
Il 15 aprile 1768 La Boudeuse e la Étoile salparono da Tahiti. Vedendo le fregate che si preparavano alla partenza, i tahitiani arrivarono su barche per dare il loro addio. Il capo regalò a Bougainville una barca a vela e gli chiese di portare con sé Ahutoru. Bougainville promise di fornirgli i mezzi per tornare a Tahiti.
Durante il viaggio, Bougainville diede lezioni di francese ad Ahutoru. Tuttavia questi non ebbe mai più di una rudimentale conoscenza del francese. Riuscì comunque a comunicare, illuminando Bougainville su aspetti della vita tahitiana che erano sfuggiti ai francesi durante i pochi giorni trascorsi sull'isola. In particolare, Ahutoru informò Bougainville che la guerra era uno stato di cose comune tra le isole, che gli abitanti praticavano la schiavitù e i sacrifici umani e che era in vigore un rigido sistema di classi sociali. Divenne così la principale fonte di informazioni per il lavoro etnografico di Bougainville su Tahiti. Ahutoru impressionò l'equipaggio per la sua conoscenza dell'astronomia e le sue abilità come navigatore. Bougainville notò anche che Ahutoru componeva poesie nella sua lingua madre per descrivere le sue esperienze su La Boudeuse.
Il 3 maggio 1768 La Boudeuse e Étoile arrivarono a Samoa dove Ahutoru si dimostrò sprezzante nei confronti degli abitanti e non ne capiva la lingua. Bougainville aveva sperato che Ahutoru potesse fungere da interprete in ulteriori primi contatti, ma questi si rivelarono troppo sparuti e le lingue nell'arcipelago troppo diverse perché l'idea potesse essere praticata. A settembre, La Boudeuse ed Étoile visitarono Batavia,  che impressionò Ahutoru, ma dove molti membri dell'equipaggio si ammalarono di dissenteria, incluso lo stesso Ahutoru. Finalmente giunse a Saint-Malo sulla Boudeuse il 16 marzo 1769.
Bougainville e Ahutoru partirono immediatamente per Versailles. Il 25 aprile, Ahutoru incontrò anche Jacob Rodrigues Pereira, che lo esaminò. Pereira concluse che il sistema fonetico tahitiano a cui era abituato Ahutoru gli permetteva di pronunciare solo alcune delle consonanti francesi e nessuna vocale nasale.
Durante l'estate del 1769, Ahutoru fu introdotto nell'alta società, incontrando in particolare Luigi XV e Denis Diderot. Sviluppò uno spiccato gusto per l'opera. Ahutoru si era ben adattato alla vita di Parigi, girando facilmente per la città e usando denaro. Fece amicizia con Béatrix de Choiseul-Stainville, che visitava spesso quando era a Parigi. Ahutoru ebbe molteplici relazioni con donne a Parigi, comprese le prostitute.
La presenza di Ahutoru a Parigi suscitò polemiche: Bougainville venne accusato di aver rimosso in modo non etico Ahutoru da quello che lui stesso diceva essere il paradiso in terra, per portarlo a Parigi come mostra. Bougainville dovette difendersi e insistette sul fatto che Ahutoru si fosse offerto volontario per venire.
Dopo un anno, Ahutoru aveva nostalgia di casa e si sentiva solo a Parigi. Bougainville pagò per offrirgli il passaggio a Tahiti, e la duchessa di Choiseul offrì denaro per acquistare strumenti, grano e bestiame per Tahiti. Il 27 febbraio 1770, Ahutoru partì da Parigi per La Rochelle, e alla fine di marzo 1770 partì da Rochefort  diretto a Port-Louis. Arrivò a Brisson il 23 ottobre. A Isle de France, Ahutoru fu ospitato da Poivre, e incontrò Bernardin de Saint-Pierre, che scrisse un resoconto descrivendo Ahutoru come intelligente, e notando che poteva esprimersi con i segni e che usava un orologio.
Pierre Poivre, l'intendente dell'Isle de France, aveva l'ordine di riportare Ahutoru a Tahiti, ma anche di risparmiare sul costo del noleggio di una nave appositamente per lo scopo. Ahutoru si imbarcò così sulla fluyt Mascarin da 350 tonnellate, al comando di Marion Dufresne. La Mascarin, insieme al Maréchal de Castries da 300 tonnellate, erano in missione di esplorazione in Tasmania, Nuova Zelanda e infine a Tahiti. Ahutoru cambiò il suo nome in "Mayoa" in onore di Marion, come aveva fatto in precedenza con Bougainville.
Ahutoru partì dall'Isle de France sul Mascarin il 18 ottobre 1771, ma arrivando a Saint-Denis si ammalò di vaiolo. Marion proseguì per il Madagascar, ma Ahutoru morì a Fort Dauphin in Madagascar (ora Tôlanaro) la sera del 6 novembre 1771. Il tenente Roux osservò: "la sua scomparsa ci colpisce ancora di più poiché era una delle ragioni della nostra spedizione, e perché era un brav'uomo". Ahutoru fu sepolto in mare con i suoi vestiti ed effetti personali, e ricevette una cerimonia cristiana.

## Opere su Ahutoru
Bougainville fu autore di due opere su Autoru, Récit sur le séjour de Boutaveri en France ("racconti del soggiorno di Butaveri in Francia") e Impressions de voyage de Aotoutou ("Il diario di viaggio di Ahutoru"), ora perdute. La Condamine fu autore di Observations sur l'insulaire de la Polynésie ramené de l'île de Tahiti par M. de Bougainville. Jacques Delille scrisse una poesia raffigurante Ahutoru che cade in lacrime alla vista di un albero di Tahiti.
Non esiste alcun ritratto noto di Ahutoru.